# Lac de Bransac
Lac de Bransac är en sjö i Kanada.   Den ligger i regionen Saguenay–Lac-Saint-Jean och provinsen Québec, i den östra delen av landet, 700 km norr om huvudstaden Ottawa. Lac de Bransac ligger 533 meter över havet. Arean är 13,7 kvadratkilometer. Den sträcker sig 12,2 kilometer i nord-sydlig riktning, och 5,7 kilometer i öst-västlig riktning.
Trakten runt Lac de Bransac är nära nog obefolkad, med mindre än två invånare per kvadratkilometer.